# Banyliw
Banyliw (ukr. Банилів; rum. Bănila pe Ceremuș, Bănila Rusească; daw. pol. Baniłów Ruski, Banilla Ruska) – wieś na Ukrainie, w obwodzie czerniowieckim, w rejonie wyżnickim, nad rzeką Czeremosz. W 2022 roku liczyła ok. 3,9 tys. mieszkańców.
Znajduje się tu przystanek kolejowy Banyliw, położony na linii Zawale – Wyżnica.

## Historia
Dawniej miejscowość była jednym z najważniejszych gniazd Ormian polskich w Rumunii.
15–20 stycznia 1945 roku nacjonaliści ukraińscy wymordowali tutaj kilkanaście rodzin. Ofiary upamiętnia chaczkar w Krakowie.